# Friedhof Zōshigaya
Der Friedhof Zōshigaya (jap. 雑司ヶ谷霊園, Zōshigaya reien) ist ein kommunaler Friedhof im Stadtteil Minami-Ikebukuro in Toshima, Tokio. Das 106.110 m² große Gelände ist bekannt für viele berühmten Persönlichkeiten, die hier ihre letzte Ruhe gefunden haben.

## Geschichte
Der Friedhof wurde durch Weiterführung des früheren Friedhofes Zōshigaya-Asahide am 1. September 1874 als Reaktion auf das Verbot der Meiji-Regierung der privaten Einäscherung von 1873 eröffnet. Für die Verwaltung war ab 1876 die Präfektur Tokio zuständig. Nach der Einrichtung der Stadt Tokio übernahm diese die Aufgabe, nach deren Auflösung ist heute die Parkgesellschaft der Präfektur Tokio (Tōkyō-to kōen kyōkai) zuständig. Ihren aktuellen Namen erhielt die Ruhestätte 1935.

## Berühmte Grabmäler

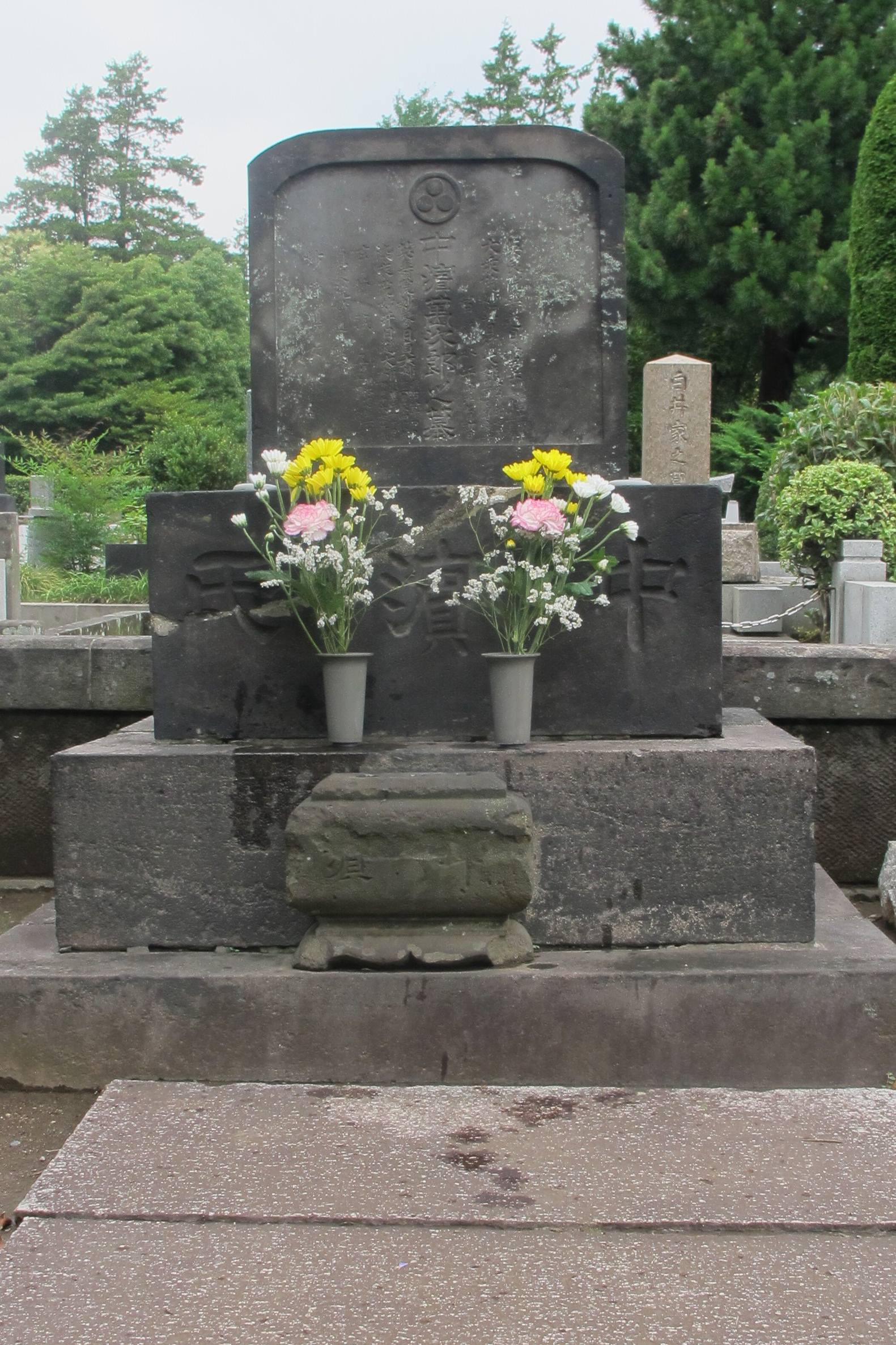
Grab des Diplomaten Nakahama (John) Manjirō

### Politiker
- Tōjō Hideki, Premierminister im Pazifikkrieg (1884–1948)
- Nakahama Manjirō, Mitglied der ersten USA-Mission (1827–1898)
- Katō Hiroyuki, Staatsrechtsgelehrter und Politiker (1836–1916)
- Ōi Kentarō, Politiker (1843–1922)

### Künstler
- Lafcadio Hearn (Koizumi Yakumo), Schriftsteller (1850–1904)
- Shunrō Oshikawa, Science-Fiction-Pionier (1876–1914)
- Natsume Sōseki, Schriftsteller (1867–1916)
- Takehisa Yumeji, Maler und Poet (1884–1934)
- Murayama Kaita, Schriftsteller und Maler (1896–1919)
- Raphael von Koeber, Musiker und Philosoph (1848–1923)
- Izumi Kyōka, Schriftsteller (1873–1939)
- Nagai Kafū, Schriftsteller (1879–1959)
- Tōgō Seiji, Maler (1897–1978)
- Furukawa Roppa, Komödiant, Herausgeber und Essayist (1903–1961)
- Kitamura Rokurō, Kabuki-Schauspieler (1871–1961)
- Kubota Utsubo, Lyriker (1877–1967)
- Morita Sōhei, Schriftsteller und Übersetzer (1881–1949)
- Tsunashima Ryōsen, religiös-orientierter Denker und Autor (1873–1907)

### Wissenschaftler
- Ogino Ginko, erste westliche Medizinerin der Meiji-Zeit (1851–1913)[A 1]

### Sonstige
- Rudolf Lehmann, deutscher Ingenieur, Dozent für Fremdsprachen und Japan-Pionier (1842–1914)
- Nakahama Manjirō, Übersetzer und Beamter (1827–1898)
- Oguri Tadamasa, Beamter (1827–1868)
- Narushima Ryūhoku, Journalist, Essayist und Kritiker (1837–1884)

### Gräber

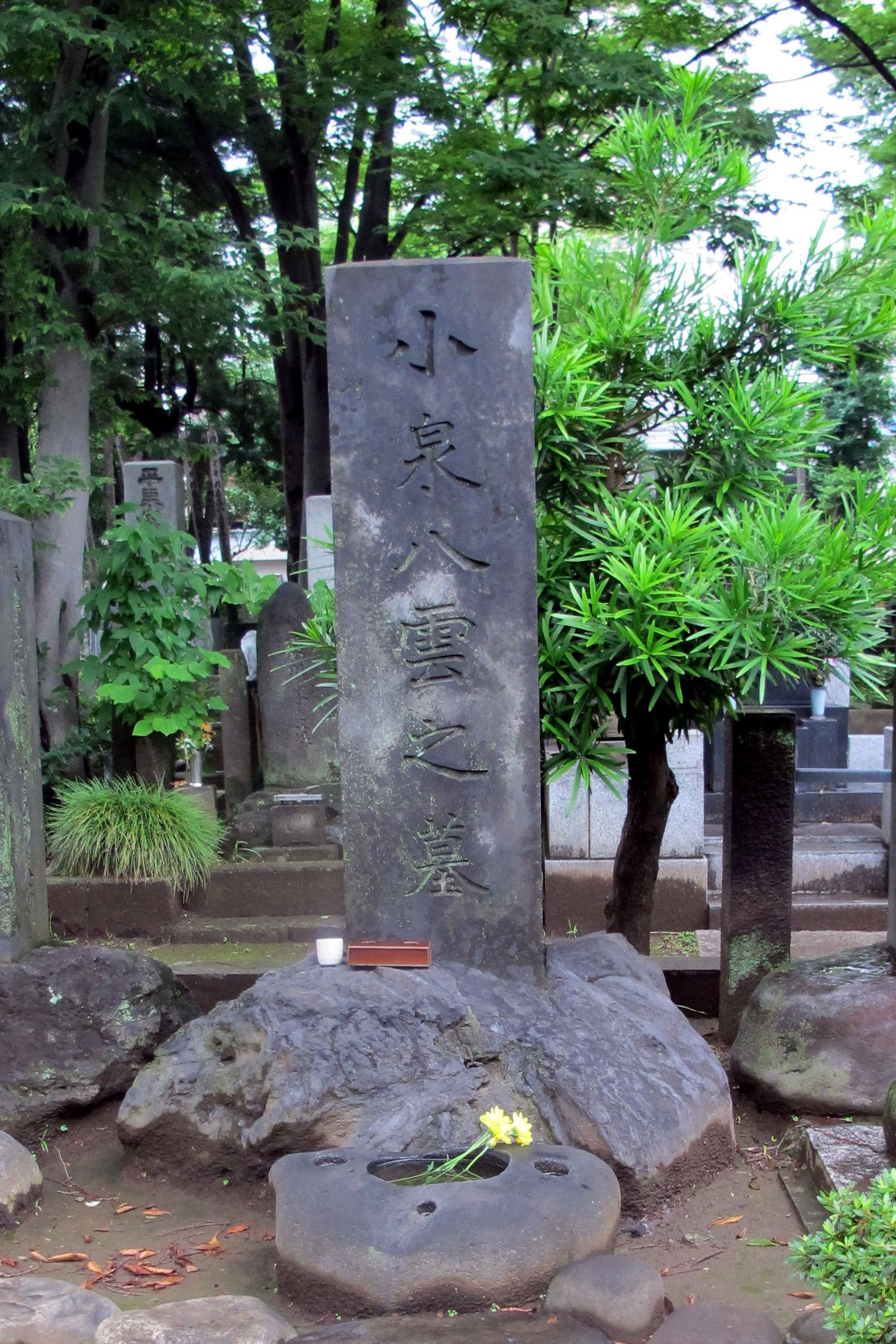
Koizumi Yakumo (Lafcadio Hearn)
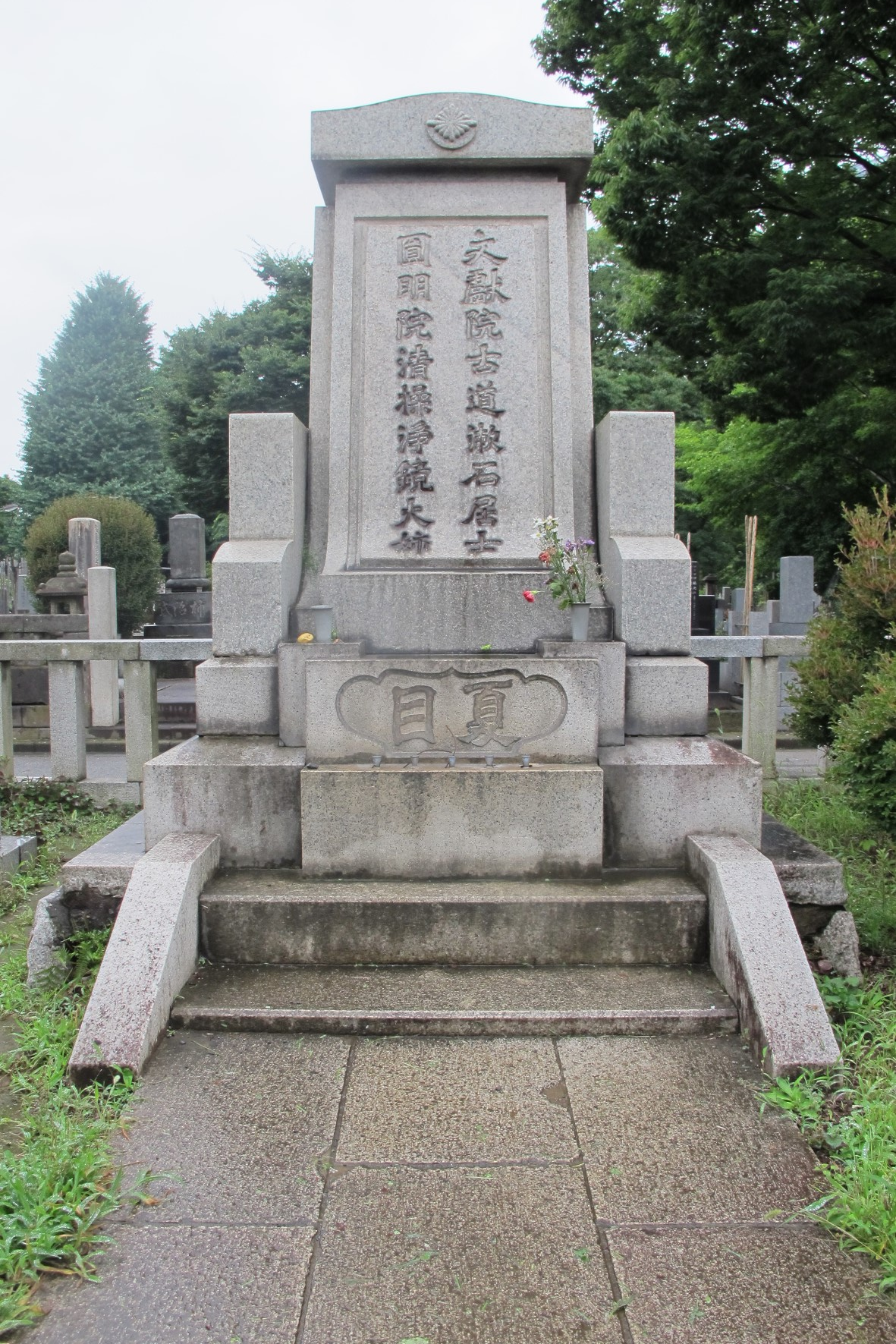
Natsume Soseki
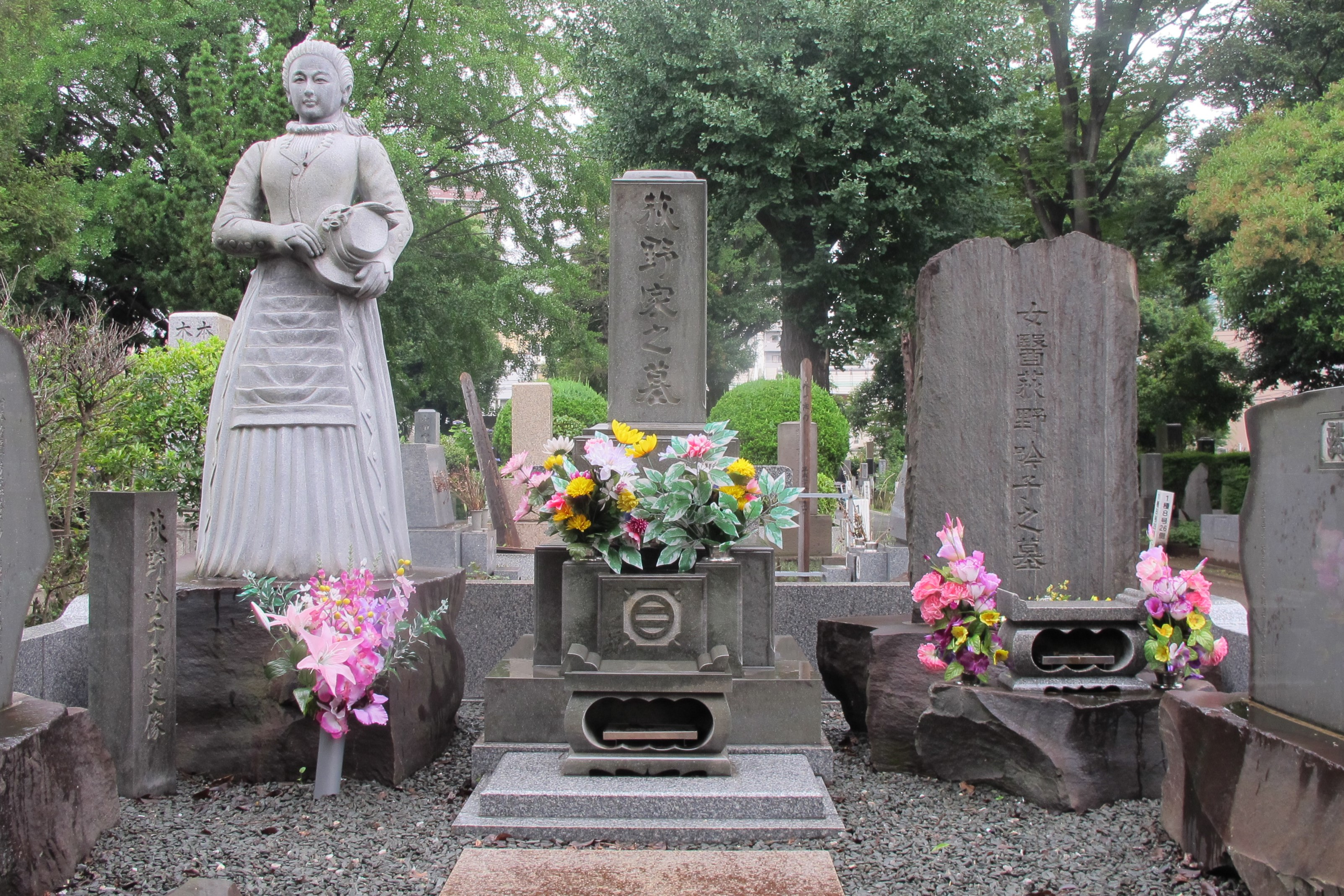
Ogino Ginko
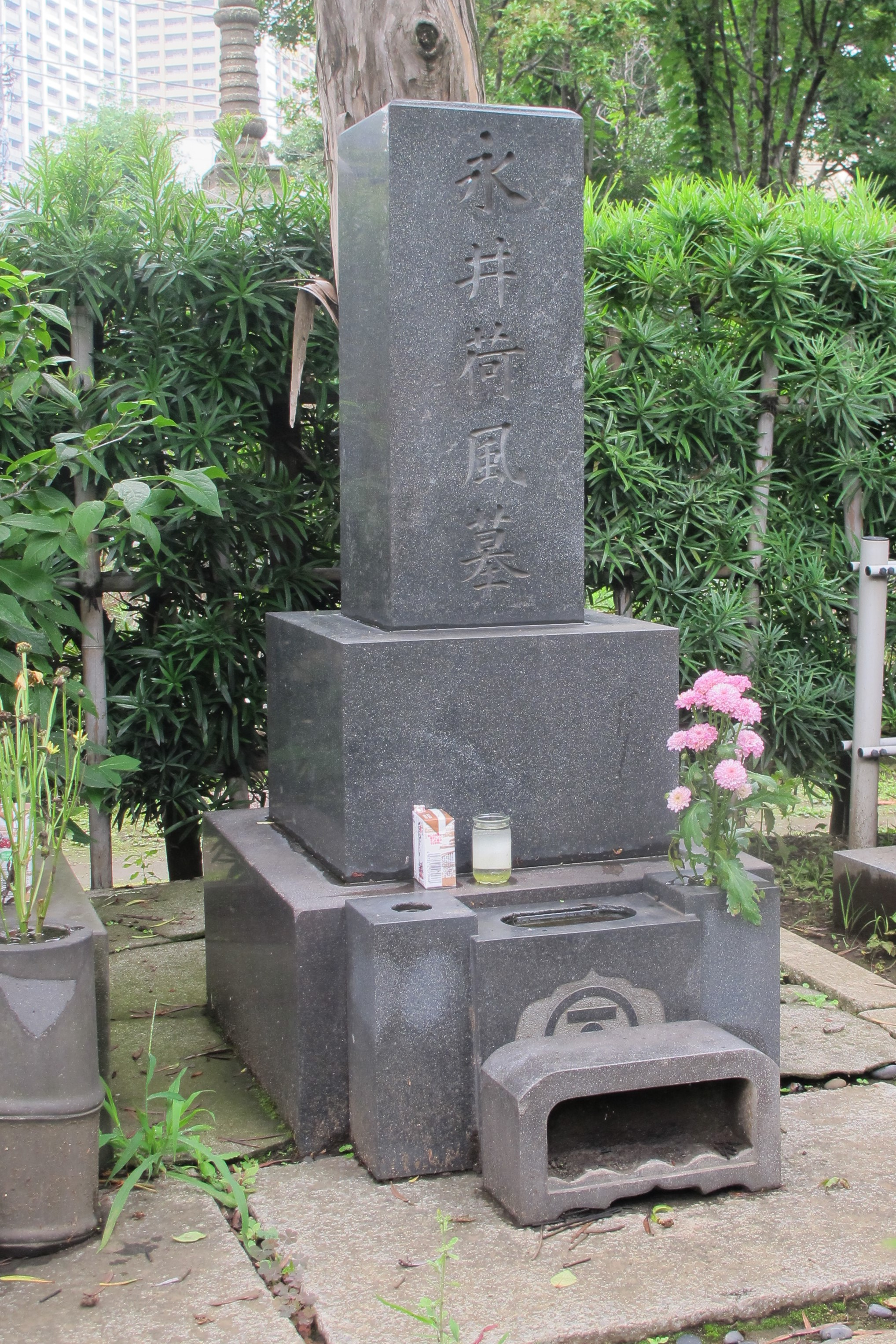
Nagai Kafū
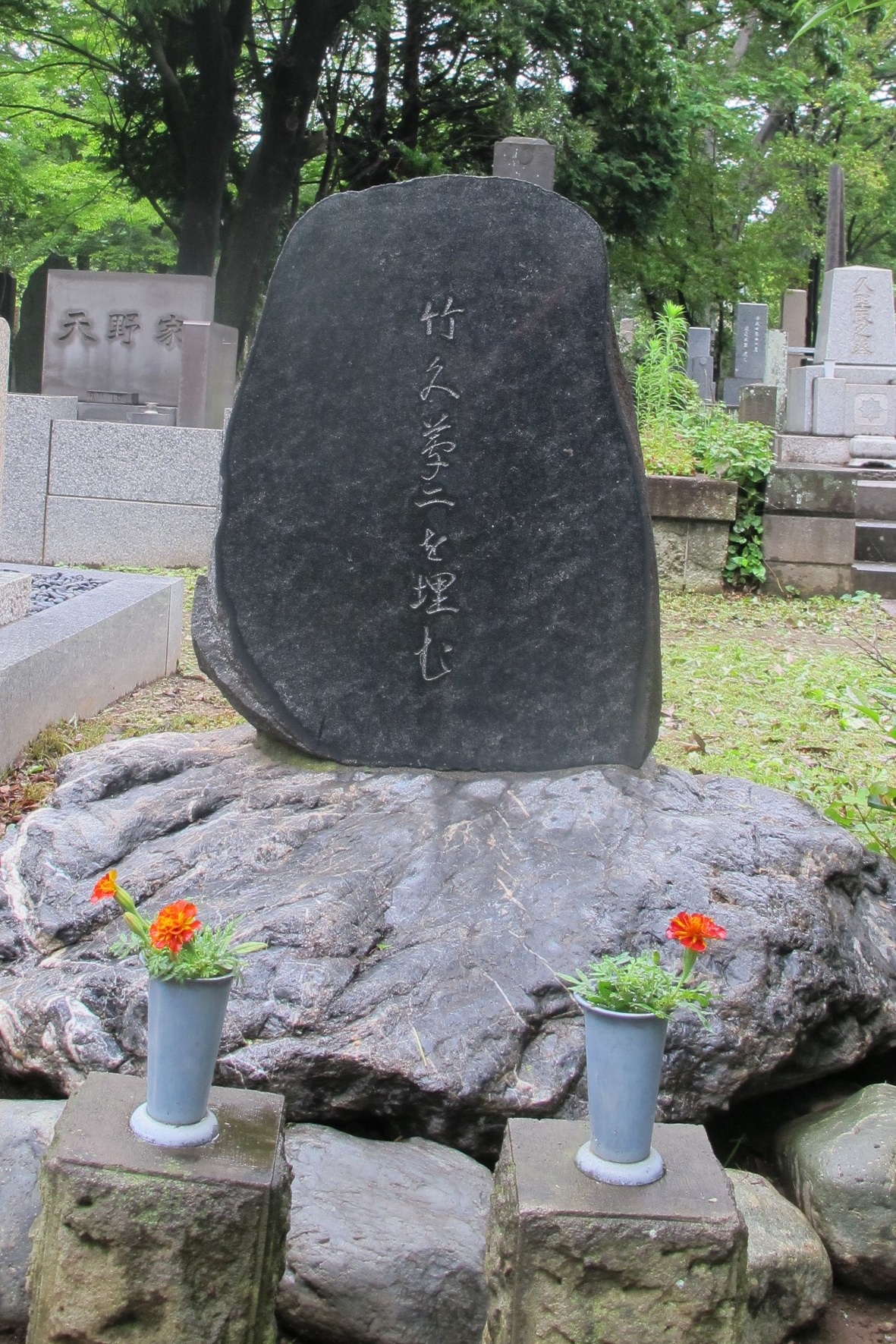
Takehisa Yumeji
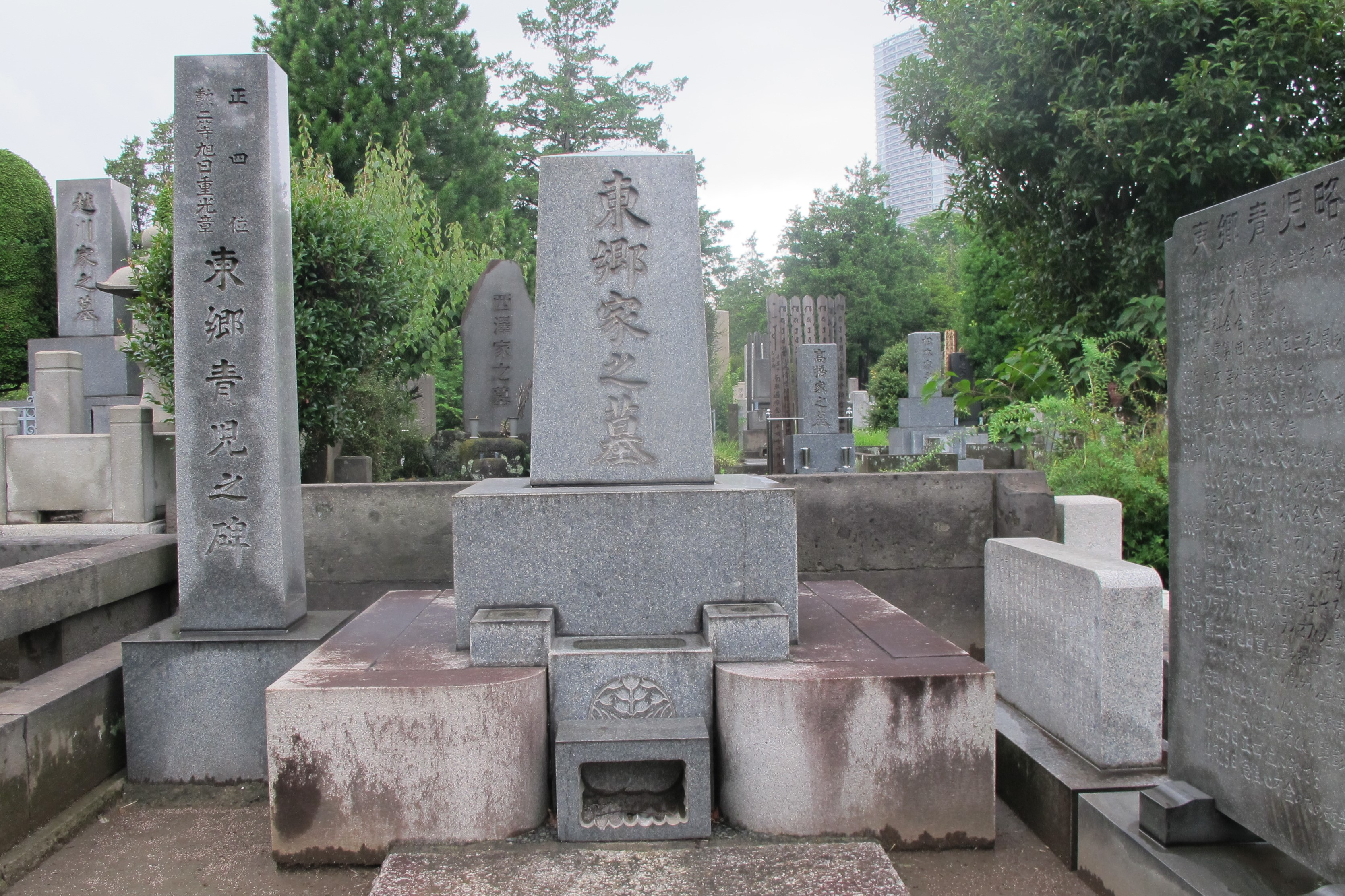
Tōgō Seiji

## Zōshigaya in der Literatur
- Bevor Natsume Sōseki selbst auf dem Friedhof beerdigt wurde, wählte er Zōshigaya als letzte Ruhestätte für den Freund des Sensei in seinem Roman Kokoro (1914) aus.
- Barry Eisler lässt in seinem Buch „Grab der Erinnerungen“ seinen Protagonisten hier konspirativ mit dessen Führungsoffizier zusammentreffen.